# Şahlıq
Şahlıq è un comune dell'Azerbaigian situato nel distretto di Ucar. Conta una popolazione di 1 038 abitanti.